# Paris-l’Hôpital
Paris-l’Hôpital – miejscowość i gmina we Francji, w regionie Burgundia-Franche-Comté, w departamencie Saona i Loara.
Według danych na rok 1990 gminę zamieszkiwało 227 osób, a gęstość zaludnienia wynosiła 83 osoby/km² (wśród 2044 gmin Burgundii Paris-l’Hôpital plasuje się na 685. miejscu pod względem liczby ludności, natomiast pod względem powierzchni na miejscu 1341.).